# Bard-lès-Pesmes
Bard-lès-Pesmes è un comune francese di 132 abitanti situato nel dipartimento dell'Alta Saona nella regione della Borgogna-Franca Contea.

## Società

### Evoluzione demografica
Abitanti censiti